# Maren Skjøld
Maren Skjøld (ur. 29 września 1993) – norweska narciarka alpejska, zawodniczka klubu Gjøvik SK.

## Kariera
Pierwszy raz na arenie międzynarodowej Maren Skjøld pojawiła się 22 listopada 2008 roku w zawodach FIS Race w Geilo, zajmując dwunaste miejsce w slalomie. W 2014 roku wystąpiła na mistrzostwach świata juniorów w Jasnej, gdzie była między innymi jedenasta w superkombinacji i czternasta w slalomie. W Pucharze Świata zadebiutowała 15 stycznia 2016 roku we Flachau, gdzie nie zakwalifikowała się do pierwszego przejazdu slalomu. Pierwsze pucharowe punkty wywalczyła 24 stycznia 2016 roku w Crans-Montana zajmując 24. miejsce w slalomie. Na początku sezonu 2016/2017, 12 listopada 2016 roku w Levi po raz pierwszy znalazła się w czołowej dziesiątce zawodów tego cyklu, kończąc slalom na piątej pozycji. W 2017 roku wystartowała na mistrzostwach świata w Sankt Moritz, zajmując trzynaste miejsce w slalomie.

## Osiągnięcia

### Mistrzostwa świata
| Miejsce | Dzień     | Rok  | Miejscowość  | Konkurencja | Czas biegu  | Strata  | Zwyciężczyni     |
| ------- | --------- | ---- | ------------ | ----------- | ----------- | ------- | ---------------- |
| 13.     | 18 lutego | 2017 | Sankt Moritz | Slalom      | 1:37,27 min | +3,32 s | Mikaela Shiffrin |

### Mistrzostwa świata juniorów
| Miejsce | Dzień     | Rok  | Miejscowość | Konkurencja     | Czas biegu  | Strata  | Zwyciężczyni       |
| ------- | --------- | ---- | ----------- | --------------- | ----------- | ------- | ------------------ |
| 19.     | 27 lutego | 2014 | Jasná       | Gigant          | 1:52,86 min | +3,61 s | Marta Bassino      |
| 14.     | 28 lutego | 2014 | Jasná       | Slalom          | 1:36,09 min | +3,37 s | Petra Vlhová       |
| 32.     | 3 marca   | 2014 | Jasná       | Supergigant     | 1:14,71 min | +2,21 s | Corinne Suter      |
| 11.     | 3 marca   | 2014 | Jasná       | Superkombinacja | 2:11,34 min | +1,85 s | Elisabeth Kappauer |
| 25.     | 5 marca   | 2014 | Jasná       | Zjazd           | 1:24,19 min | +2,92 s | Corinne Suter      |

### Puchar Świata

#### Miejsca w klasyfikacji generalnej
- sezon 2015/2016: 92.
- sezon 2016/2017:

#### Miejsca na podium
Skjøld nie stawała na podium zawodów PŚ.